# Ben Johnson
 Ovo je glavno značenje pojma Ben Johnson. Za glumca pogledajte Ben Johnson (glumac).
Benjamin Sinclair "Ben" Johnson (Falmouth, Jamajka, 30. prosinca 1961.), kanadski sprinter koji je dominirao utrkama na 100 m tijekom 80-tih godina 20-tog stoljeća. U karijeri je osvojio dvije brončane medalje na Igrama u Los Angelesu 1984., dok mu je zlato osvojeno na Igrama u Seoulu 1988. oduzeto tri dana nakon utrke, zbog dopinga.

## Povijesna utrka na OI u Seoulu 1988
Čuven je njegov rivalitet s Carlom Lewisom, koji je kulminirao na finalnoj utrci na OI u Seoulu. Zanimljivo je da su od sudionika te povijesne utrke kasnije za doping bili optuženi i ostali sprinteri. Linford Christie, treći u utrci a nakon diskvalifikacije Johnsona srebrni, par godina kasnije je uhvaćen u dopingu i pravomoćno kažnjen zabranom nastupa. Što se Amerikanaca Lewisa (drugi u utrci, kasnije zlatni) te Dennis Mitchella  (u utrci četvrti, kasnije brončani) tiče, 2003. godine je Dr. Wade Exum, iz Olimpijskog odbora SAD-a, objavio kopije dokumenata s imenom 100 američkih sportaša koje je nacionalni savez otkrio u dopingu ali su bez obzira na to dobili dozvole za međunarodne nastupe. Među tim imenima bila su i ona Lewisa i Mitchella. Pokazalo se da je primjerice Lewis tijekom 1988. godine tri puta bio otkriven u korištenju nedozvoljenih sredstava, i to prilikom izbornih natjecanja za sastav reprezentacije SAD-a na OI, ali mu je nastup naknadno ipak dozvoljen (!?).

## Svjetski rekordi
Johnson je u svojoj karijeri dva puta rušio svjetski rekord na 100 m: 9.83 na Svjetskom atletskom prvenstvu u Rimu 1987. godine, te 9,79 na OI u Seulu 1988. Međutim, rekord iz Seoula je odmah nakon diskvalifikacije brisan, a kako je Johnson u istrazi priznao da je koristio doping već 1987. godine retroaktivno je poništen i rekord iz Rima.

## Naslijeđe
Iako je Johnson nesumnjivo negativna ličnost svijeta sporta jer je uzimanje dopinga dokazano a on je uzimanje dopinga te dakle i varanje priznao, činjenica je da je vrlo vjerojatna njegova prosudba da je i većina ostalih vrhunskih sprintera tih godina bila dopingirana, te da je on uhvaćen isključivo zbog snage lobija atletskih velesila (posebno SAD-a) te primjenom dvostrukih mjerila. Širem krugu ljudi manje je poznata ćinjenica da su tijekom kasnijih godina od osam finalista utrke u Seoulu, njih sedam bili umješani u dopinške skandale uključujući i Carla Lewisa. Njegove brojne pozitivne nalaze dopinške kontrole dokazano je zataškavao Američki atletski savez(TAC). Iako su mnogi zbog dosljedne propagande mnogo godina idelaizirali Lewisa, a Johnsona nazivali "čudovištem iz kemijskog laboratorija", činjenica je da Johnson u svojim srednjim četrdesetima uživa u izvrsnom zdravlju dok Lewis potvrđeno pati od mnogobrojnih zdravstvenih problema uzrokovanih dugogodišnjom neprekidnom zlouporabom dopinških sredstava poput hormona rasta, anaboličkih steroida itd.

## Zanimljivosti
Johnsonov trener, Charlie Francis, autor je knjige Speed Trap (engl. brzinska klopka) u kojoj opisuje svoj rad s atletičarima, posebno Johnsonom. U knjizi priznaje da je svojim atletičarima davao anaboličke steroide, i da je Johnson također stoga kriv. Međutim, dokazuje da je nalaz iz Seoula očito namješten jer Johnson nije mogao biti pozitivan na određenu vrstu steroida koja je tada utvrđena, a koju Francis nije koristio. Priča o sabotaži u Seoulu nikako nije završena. "Misteroizni" crni mladić koji se neovlašteno nalazio u prostoru gdje je Johnson čekao da preda urin na analizu, identificiran je kao André Action Jackson inače vrlo blizak prijatelj Carle Lewisa. Prije nekoliko mjeseci konačno je priznao Benu Johnsonu da je on iskoristio njegovu nepažnju i sipao mu u čašu s pivom stanozolol u prahu. I ne samo to, nego da je za račun svoga prijatelja Lewisa to pokušavao cijelu godinu i pol unazad po raznim mitinzima i velikim natjecanjima. Ako Jackson bude spreman to ponoviti na sudu, Johnson će privatno tužiti Carle Lewisa i tražiti 100 milijuna dolara odštete.
Iako mu je Kanada doživotno zabranila trenerski rad, Charlie Francis se smatra i danas najboljim trenerom na svijetu za razvoj brzine. Svjetski rekord na 100m Tima Montgomerya iz 2002. godine, 9.78s njegovo je djelo, isto kao i većina drugih svjetskih dostignuća u sprintu postignuta posredstvom njegovih učenika - poznatih trenera Johna Smitha, Trevora Grahama itd.
U knjizi Gorana Tepšića iz 2002. godine "Doručak Šampiona"-Tajne sportske farmakologije, Charlie Francis je kao koautor po prvi puta detaljno progovorio o iskustvima kao i tehnikama te dopinškim sredstvima koja se rabe u vrhunskom sportu.  